# Verneuil-sur-Indre
Verneuil-sur-Indre là một xã thuộc tỉnh Indre-et-Loire trong vùng Centre-Val de Loire ở miền trung nước Pháp.